# Eupithecia idalia
Eupithecia idalia là một loài bướm đêm trong họ Geometridae.